# Erhard Schnepf
Erhard Schnepf est un réformateur protestant et professeur universitaire allemand né le 1er novembre 1495 et décédé le 1er novembre 1558.

## Biographie

### Jeunesse et conversion au protestantisme
Son père portait le même nom. Il naît le 1er novembre 1495, probablement à Heilbronn. Il se rend à l'école latine de Heilbronn. Il commence à étudier le droit à l'université d'Erfurt à partir de 1509. En 1511, il entre à l'université de Heidelberg où il reçoit son diplôme de Magister artium. En 1518, il devint Baccalaureus Theologiae. La même année, il rencontre Martin Luther lors de la Dispute de Heidelberg. C'est ainsi qu'il se convertit au protestantisme.

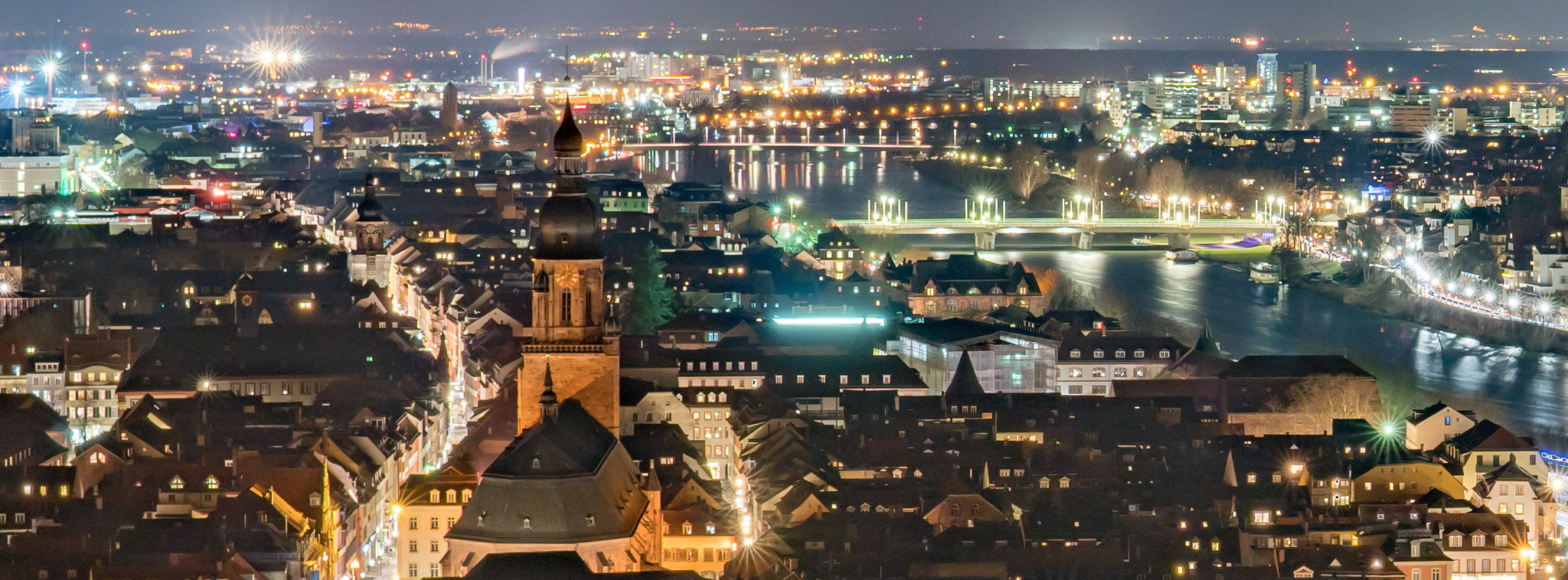
La ville de Heidelberg vue de nuit

### Prédications
C'est un proche, puis le successeur de Jean Œcolampade. Il commence à prêcher la Réforme en 1520, à Weinsberg. Accusé d'hérésie, il est chassé de la ville en 1522. Il trouve alors refuge au château de Guttenberg, à Hasmersheim. À cette période, il prêche à l'église de Neckarmülbach. En 1523, il est envoyé comme prédicateur à Wimpfen. En 1525, il refuse de soutenir la révolte des paysans. Cette même année, il s'oppose à l'avis d'Ulrich Zwingli au sujet de la Sainte-Cène.

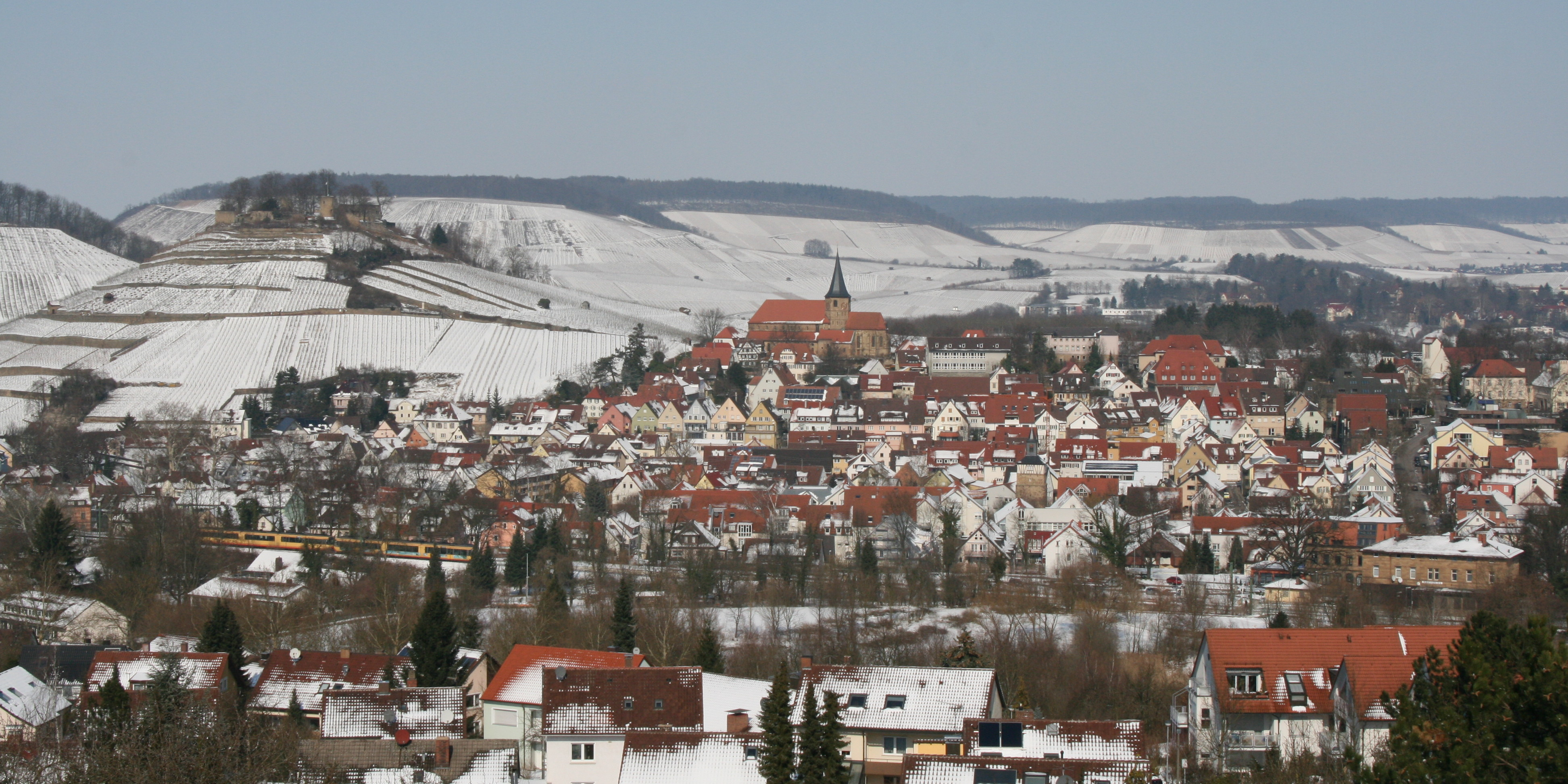
La ville de Weinsberg où Schnepf prêcha
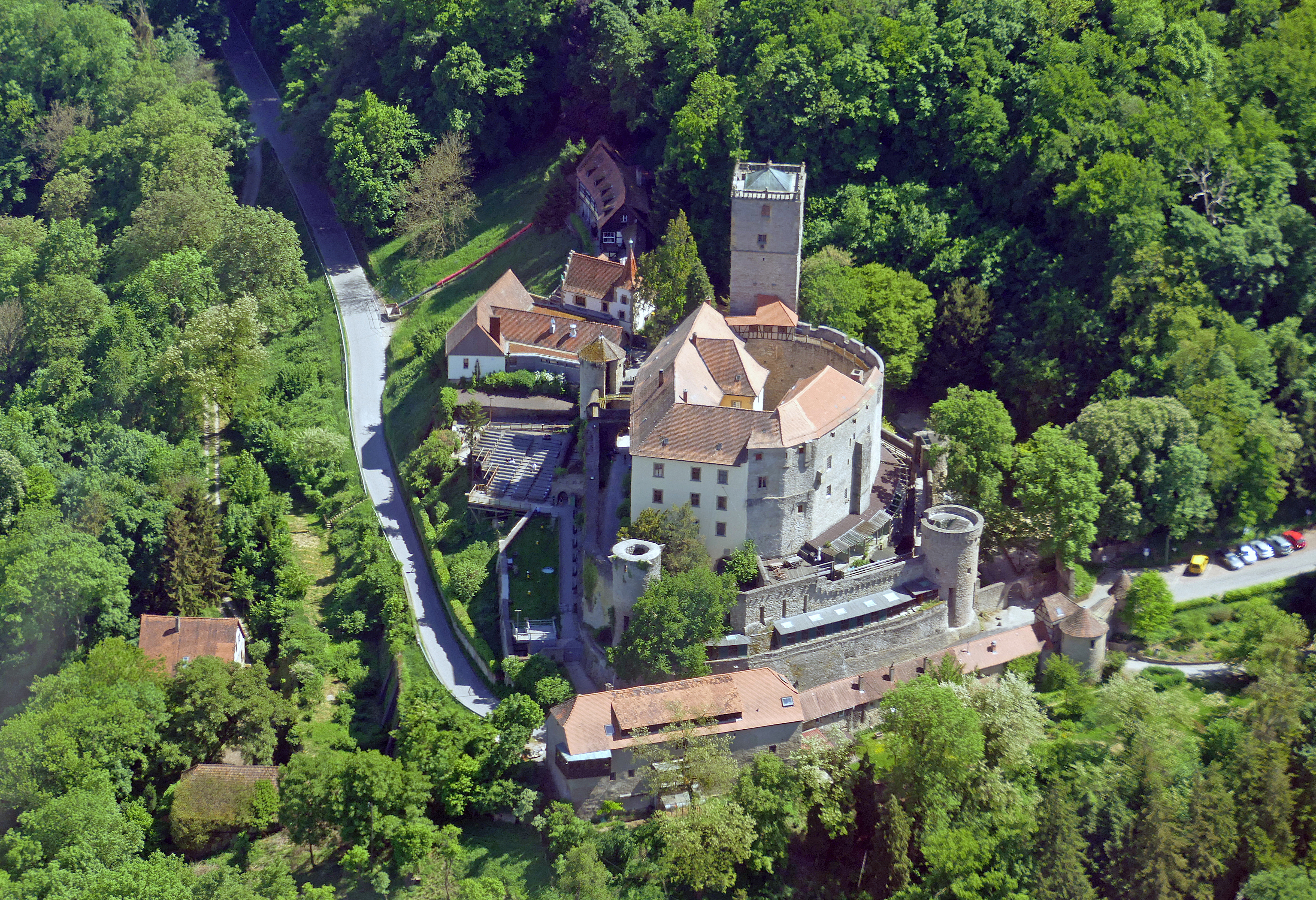
Le château de Guttenberg où Schnepf se réfugia

### Mariage et descendants
En 1525, à Wimpfen, il épouse Margaretha Wurzelmann. Son descendant le plus célèbre est Carl Friederich Haug.

### La réforme à Weilburg
Soutenu par le comte Philippe III de Nassau, il prêche la réforme à Weilbourg de 1525 à 1526. En 1527, le landgrave de Hesse Philippe Ier le Magnanime le nomme professeur à l'université de Marbourg. Il accompagne le landgrave à la Diète de Spire en 1529, et à la Diète d’Augsbourg l'année suivante. De 1532 à 1534, il est recteur de l'université de Marburg.

### La réforme au Wurtemberg
En 1534, il signe la Concorde de Stuttgart, un accord avec les partisans de Zwingli sur la Cène. L'année suivante, il est nommé pasteur à la Cour de Stuttgart et surintendant général des églises protestantes du duché de Wurtemberg.

### Débat sur les images
Une dispute au sujet des images eut lieu à Bad Urach en 1537. Le duc interdit toutes sortes d'œuvres d'art. Schnepf voulait un luthéranisme beaucoup moins radical, mais ses protestations furent vaines car le duc donna raison à son opposant.

### Dernières années
En 1540, il participe au Colloque de Haguenau, puis à celui de Worms en 1541, et enfin à celui de Ratisbonne en 1546.
En 1544, il devient professeur et docteur en Théologie à l'université de Tübingen.
À la fin de sa vie, le duc lui retire la plupart de ses faveurs.
En 1557, il se rend au second colloque de Worms au côté de Philippe Mélanchthon.
Erhard Schnepf meurt le 1er novembre 1558, jour de ses 63 ans, à Iéna.

## Sources
- (de) Cet article est partiellement ou en totalité issu de l’article de Wikipédia en allemand intitulé « Erhard Schnepf » (voir la liste des auteurs).